# 麻竹扁蚜
麻竹扁蚜（学名：Astegopteryx insularis）为扁蚜科刺額扁蚜屬下的一个种。